# 파스 바스쿠냔

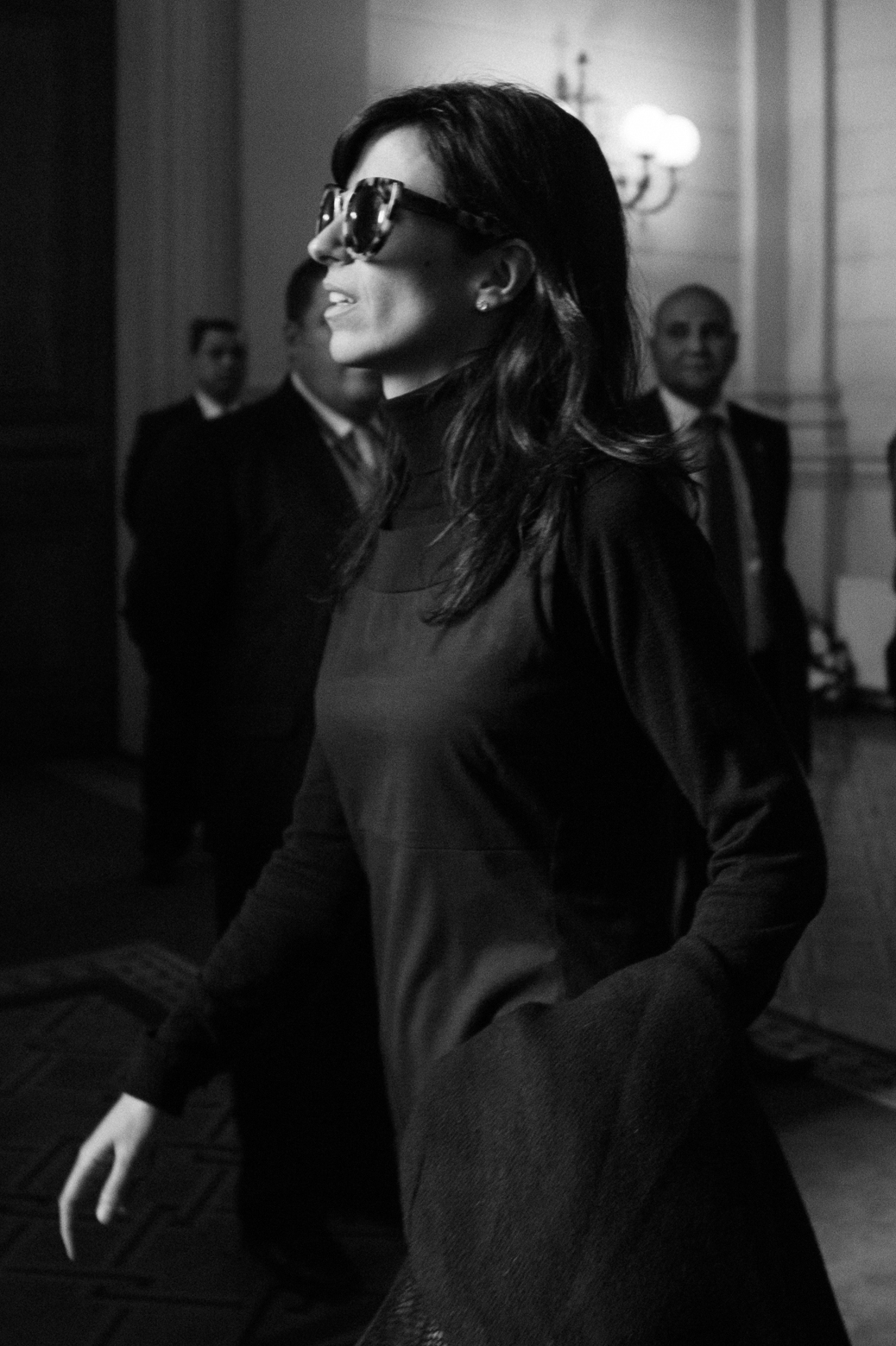

파스 바스쿠냔(Paz Bascuñán, 1975년 6월 2일 ~)은 칠레의 배우이다. 본명은 마리아 파스 바스쿠냔 아일윈(María Paz Bascuñán Aylwin)이다.

## 참여 작품

### 텔레노벨라
- 프레시오사스 (카날 13 (칠레의 텔레비전 채널))

### 영화
- 애프터쇼크 (2012년 영화)
- 그린 인페르노